# Гипподром

Реконструкция античного гипподрома в Олимпии

Гипподром (др.-греч. ἱππόδρομος, от ἵππος — лошадь и δρόμος — бег, площадь для состязаний в беге) — у древних греков и римлян — место, специально предназначенное для проведения конных состязаний, гонок колесниц.
Организация и участие в соревнованиях для античного мировоззрения несли выраженный религиозный смысл — как жертва богам или умершим родственникам, как обязательная, неотъемлемая часть тризны и многих других ритуалов. Соревновательный и зрелищный компонент был для них тоже важен и не противоречил религиозному обряду.
Древнегреческие гипподромы — прототипы современных ипподромов. Самые знаменитые гипподромы Древней Греции располагались в городах Делос, Дельфы, Истм, Ликеи, Немея и Олимпия.

## Описание гипподрома

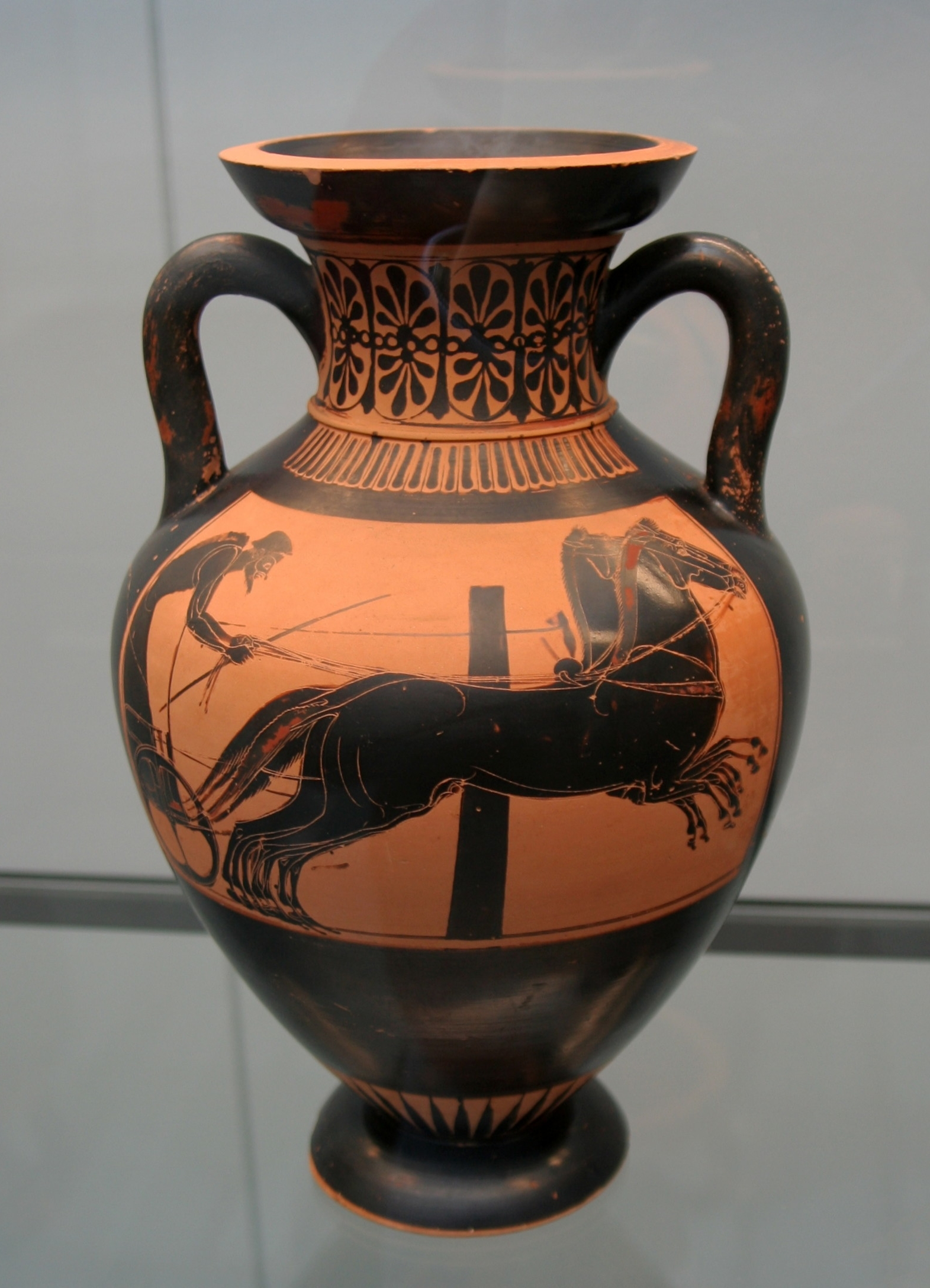
Парная колесница «синорис», на заднем плане поворотный столб

Гипподром, как правило, подковообразной формы, и расположен на склоне горы или холма. Вот описание гипподрома в Олимпии, середины II века нашей эры. На старте (месте пуска) были стойла для лошадей и колесниц, а над ними располагался просторный портик, откуда наблюдали за соревнованиями. На противоположной от старта полукруглой стороне гипподрома стоял поворотный камень, вокруг которого соревнующиеся делали разворот — это была самая опасная часть пути. У одного из поворотных камней на гипподроме в Олимпии, стояло медное изображение Гипподамии с повязкой в руках, которую она собирается надеть на Пелопа (как награду за победу в соревновании).
Ипподром, как место, предназначенное для скачек на лошадях и колесницах, был очень длинным. Вокруг него амфитеатром располагались скамьи; он имел форму удлинённого овала , который по длине разделялся низкой перегородкой. Место, откуда стартовали состязавшиеся, было расположено так, что все выезжавшие одна за другой колесницы становились на одинаковом расстоянии от цели. Как на этом месте, так и вдоль перегородки были расставлены жертвенники, статуи и другие произведения искусства. На олимпийском ристалище знак к началу состязаний подавался с помощью особого механического приспособления в виде весового коромысла, один конец которого поднимал медного орла, а другой одновременно опускал дельфина. Вблизи ипподромов устраивались помещения для бега и гимнастических упражнений (стадии и дромы).
Часто во время бега, без всякой видимой причины, лошади пугались, приходили в смятение, их охватывал сильный страх; колесницы разбивались и возницы калечились. По общепризнанному на тот момент мнению, это не могло происходить без потусторонних сил. Поэтому перед соревнованиями возницы приносили жертвы и молились богам.
На гипподроме в Олимпии приносили жертвы и молились Тараксиппу («Ужас коней»), чтобы он был к ним милостив, не приносил несчастье едущим на лошадях по дромосу.
На гипподроме в Истме был свой «Ужас коней», Главк — сын Сизифа погиб на скачках во время погребальных игр устроенных Акастом в честь своего отца Пелия.

## Устройство гипподрома
1. Дромос — ристалище
2. Место пуска лошадей
3. Поворотные камни
4. Портик
5. Алтарь
6. Синорид (скачка на парной колеснице)
7. Двойной бег

С левой стороны ипподрома был расположен отлогий низкий холм, а с правой стороны соорудили особую насыпь (хома). Насыпь дугой замыкала один конец ипподрома, тогда как другой конец закрывала ограда, за которой находился портик (стойя), называвшийся Агнаптовым. Ограда состояла из ряда стойл для лошадей, выстроенных в форме корабельного носа (поэтому середина называлась эмболон) по двум замкнутым линиям ограды, длиной в 400 греческих футов каждая, что позволяло сэкономить место. Из этой ограды и выезжали наездники (отсюда её название афесис - выпуск, выезд).